# بومارشه، گستاخ
بُمارشِه، گستاخ (فرانسوی: Beaumarchais l'insolent‎) فیلمی به کارگردانی ادوارد مولینارو است که در سال ۱۹۹۶ اکران شد.

## بازیگران
- فابریس لوکینی
- ساندرین کیبرلن
- ژان-کلود بریالی
- آلن شابات
- اولین بویکس
- ژوزه گارسیا
- ژودیت گدرش
- میشل پیکولی
- میشل سرو
- راجر برایرلی